# Zamarada janata
Zamarada janata är en fjärilsart som beskrevs av Fletcher 1974. Zamarada janata ingår i släktet Zamarada och familjen mätare. Inga underarter finns listade i Catalogue of Life.